# Narodowy rezerwat przyrody Salajka
Narodowy rezerwat przyrody Salajka (cz. Národní přírodní rezervace Salajka) – narodowy rezerwat przyrody na terenie Czech, w kraju morawsko-śląskim, w pobliżu miejscowości Bílá w powiecie Frydek-Mistek. Przedmiotem ochrony jest jodłowo-bukowy las na północnych stokach granicznego pasma Beskidu Morawsko-Śląskiego, na wysokości od 712 do 820 m n.p.m., ok. 500 m powyżej przełęczy Bumbálka. Zajmuje 21,95 ha powierzchni w granicach CHKO Beskidy. Został utworzony 4 lipca 1956.